# Stal łożyskowa
Stal łożyskowa – stal do wytwarzania łożysk tocznych: wałków, pierścieni, kulek i igieł. Elementy łożyskowe charakteryzują się wysoką zawartością węgla (ok. 1%). Odznaczają się dużą twardością, wysoką hartownością, dużą wytrzymałością statyczną i zmęczeniową oraz odpowiednią ciągliwością. Wymagany jest od nich wysoki stopień czystości w składzie chemicznym. Struktura po obróbce powinna być jednorodna i czysta z równomiernym rozmieszczeniem węgla, niskim procentem zanieczyszczeń niemetalicznych i wtrąceń, domieszek tlenu, fosforu, siarki (martenzyt bez austenitu szczątkowego). Główny nacisk kładzie się w kierunku odporności na ścieranie, gdyż elementy narażone są na ciągły ruch i styczność z innymi częściami pod dużym naciskiem. W niektórych przypadkach wymagana jest od stali łożyskowych odporność na korozję oraz wytrzymałość na wyższe temperatury. Często stosuje się stal chromową (węgiel 1%, chrom 1,5%). Stal stopową manganową i molibdenową wykorzystujemy dla łożysk o większych przekrojach.

## Obróbka cieplna stali łożyskowej
Stale łożyskowe dostarczane są w postaci drutów, prętów, rur, blach. Wyroby hutnicze poddaje się wyżarzaniu sferoidyzującemu (wygrzewanie w temperaturze powyżej Ac1 ). Otrzymana struktura ma postać drobnoziarnistego cementytu w osnowie ferrytycznej. Następnie materiał jest hartowany w temperaturze 820-840℃ i chłodzony w gorącym oleju. Prowadzi to do zwiększenia wytrzymałości zmęczeniowej i twardości. Następnie surowiec jest odpuszczany w temperaturze 180 °C przez czas 1-2 h. Końcowa struktura wyrobu to drobnolistwowy martenzyt z drobnymi węglikami o twardości ponad 62 HRC.

## Skład chemiczny
PN-EN ISO 683-17:2004 (na miejsce wycofanej Polskiej Normy PN-74/H- 84041) podaje wiele rodzajów stali łożyskowych. Ich oznaczenia zależą od składu chemicznego. 
Na przykład:
- 100CrMnSi4-4:
  - przybliżony skład: 1% węgla, 1,1% manganu, 0,6% krzemu, 1,1% chromu[6]
- 100Cr6
  - przybliżony skład: 1% węgla, 0,4% manganu, 0,3% krzemu, 1,5% chromu[7]